# بيت دي يونغ
بيتروس دي جونغ (بالهولندية: Piet de Jong)‏ (و. 1915 – 2016 م) هو سياسي، من مملكة هولندا، ولد في آبلدورن، كان عضوًا في حزب النداء الديمقراطي المسيحي، توفي في لاهاي، عن عمر يناهز 101 عاماً.

## مناصب
تولى منصب عضو مجلس الشيوخ في هولندا، ورئيس وزراء هولندا، وعضو مجلس نواب هولندا ‏، ووزير الدفاع، ووزير مفوض، ووزير الدفاع ‏.

## التعليم
تعلم في Royal Naval College (Netherlands) ‏.

## جوائز
حصل على جوائز منها:
- (17 يوليو 1971)[8]
- Bronze Cross (Netherlands) [الإنجليزية]‏ (1943)[9]
- ميدالية الشرف الفضية العظمى للخدمات المقدمة لجمهورية النمسا
- Distinguished Service Cross (United Kingdom) [الإنجليزية]‏
- نيشان برناردو أوهيغينز
- وسام الشرف للخدمات المقدمة إلى جمهورية النمسا.

## روابط خارجية
- پيت دي يونغ على موقع مونزينجر (الألمانية)
- پيت دي يونغ على موقع إن إن دي بي (الإنجليزية)